# Bergpeltops
De bergpeltops (Peltops montanus) is een zangvogel uit de familie Artamidae (spitsvogels). Het is een endemische vogelsoort uit Nieuw-Guinea.

## Beschrijving
De bergpeltops is 20 cm, iets groter dan de sterk verwante bospeltops (P. blainvillii). De bergpeltops is ook opvallend zwart, wit en rood gekleurd. De soorten verschillen vooral in de geluiden die ze laten horen. De vogel komt vaak voor in familiegroepjes die als vliegenvangers rechtop zittend op een tak loeren op vliegende insecten en deze in een korte vlucht heen en terug bemachtigen. Deze peltops houdt zich op in bossen van het midden- en hooggebergte door heel Nieuw-Guinea op hoogtes tussen de 550 m en 3000 m boven de zeespiegel. Het is een vogel van nevelwoud met een voorkeur voor open plekken in het bos of bosranden.

## Status
De vogel is plaatselijk algemeen, maar meestal schaars. Er is geen aanleiding te veronderstellen dat de soort in aantal achteruit gaat hoewel gegevens over trends ontbreken. Om deze redenen staat de bergpeltops als niet bedreigd op de Rode Lijst van de IUCN.